# Карплюк Микола Андрійович
Микола Андрійович Карплюк (* 11 серпня 1923, Піщів, Ярунський район, Житомирська область - † 2017, Дніпропетровськ) — український прозаїк і драматург.

## Життєпис
Народився у  с. Піщів Ярунського (тепер – Звягельського) району Житомирської області в родині хлібороба. Батька, голову колгоспу на Житомирщині, було репресовано у 1937 році як «ворога народу». Мати померла в голодному 1947 році.
В 1940 року закінчив Піщівську середню школу. Працював бібліотекарем. Перші роки Другої світової війни мешкав у рідному селі, з грудня 1943 до кінця 1945 роки – у Радянській Армії. Всю війну пройшов рядовим. Служив в роті протитанкових рушниць стрілецького полку 181-ї дивізії 1-го Українського фронту. Брав участь у звільненні Волині, польських міст Любліна, Сандомира, Ченстохова, Вроцлава та інш. Дійшов до Берліна. Нагороджений бойовими медалями. 
Демобілізувавшись, працював журналістом  у редакціях районних  газет в Івано-Франківській  та  Рівненській областях,  директором і художнім керівником Ковельського будинку культури, вчителем.
Згодом переїхав до Дніпропетровська, закінчив філологічний факультет Дніпропетровського державного університету (1958), Вищі літературні курси при Літінституті ім. О. М. Горького (1960). 
Працював редактором Дніпропетровського обласного книжкового видавництва. Потім виконуючим обов'язки головного редактора обласної студії телебачення. По причині категоричної відмови вступити до лав КПРС, у наступні роки залишив роботу на телебаченні і пішов на творчу роботу.

## Твори
Перші літературні спроби належать до 1947 р. Виступав з віршами й оповіданнями у газетах і журналах. В 1957 році в журналі «Жовтень» була надрукована його перша повість «Осінні ночі», яка була присвячена боротьбі партизан Волині проти гітлеровських окупантів. Майже одразу повість була передрукована однією з українських газет Буенос-Айреса. І цього ж, 1957 року, вийшла у Дніпропетровську окремим виданням. 
Тоді ж у Дніпропетровському обласному книжковому видавництві вийшов окремою книжкою нарис «В Терновій балці». 
У наступні роки побачили світ книги: 
- День мій — вік: роман. Київ: Радянський письменник, 1965.
- Ганка. Осінні ночі: повісті. Дніпропетровськ: Промінь, 1974.
- Гіркий мед: роман. Дніпропетровськ: Промінь, 1977.
- Гіркий мед: роман. Дніпропетровськ: Промінь, 1982.
- Гіркий мед: роман в 2-х ч. Дніпропетровськ: Промінь, 1986.
- День мій — вік: роман. Ганка: повість. Київ: Дніпро, 1979.
- Сніги: роман. Дніпропетровськ: Промінь, 1990.

Тематику більшості творів визначила Друга світова війна, яка залишила глибокий слід у житті письменника. Карплюк розповідає про мужність волинських партизанів у їх боротьбі з німецькими окупантами («Осінні ночі»), про долю партизанів — розвідників, які діяли у Дніпровських плавнях у ворожому тилу («День мій — вік»). У повісті «Ганка» йдеться про медсестер польових госпіталів, які пройшли шлях разом з військами від берегів Дніпра до Австрії.  
У романі «Гіркий мед» показано відбудову зруйнованого війною Марганецького краю та його розвиток у першому післявоєнному десятилітті. На цьому тлі розгортається історія кохання колишнього офіцера Андрія Ромадана і військової медсестри Софії Гаєнко.  Емоційний рівень твору, високі почуття, якими наділені герої роману принесли письменнику і його роману заслужене визнання.  
Війна хоч і присутня на сторінках більшості творів Карплюка, у долях його героїв, але «вона не є «протуберанцем» слова, його енергією». У центрі всіх творів письменника — людина з її повсякденням, любов'ю, муками виживання, мріями, болями, смертю та безсмертям. Цю лінію М. Карплюк продовжує розвивати у романі «Сніги», де правдиво відтворює життя, а точніше «замерзання життя» на селі, тяжкі долі сільських трудівників. Роман був написаний у 1967 році, однак гострота порушених проблем завадила його видати. Твір побачив світ лише у 1990 році. «Лаконічний, оригінально обрамлений, побудований фактично на діалогах роман не втратив за довгий час своєї актуальності» («Слово і час», 1990, №12).
Книги Карплюка є «творами великої питомої ваги» (В. Савченко). Вони доносять до читачів добропорядність, гуманізм, доброту й високу моральність.